# Eduard Lotz
Eduard Hermann Lotz (* 1818 in Düsseldorf; † 1890 ebenda) war ein deutscher Genre- und Landschaftsmaler der Düsseldorfer Schule.

## Leben
Lotz besuchte ab 1832 die Kunstakademie Düsseldorf. Dort waren bis 1839 Josef Wintergerst, Karl Friedrich Schäffer der Jüngere, Karl Ferdinand Sohn und vor allem Theodor Hildebrandt seine Lehrer. In Düsseldorf, wo er auch nach seinem Studium lebte, war er Mitglied des Künstlervereins Malkasten. Außer als Maler wirkte Lotz als Restaurator von Gemälden und als Lehrer an der Düsseldorfer Kunstakademie. Der Landschaftsmaler Eduard Josef Müller war einer seiner dortigen Schüler.
Werke (Auswahl)

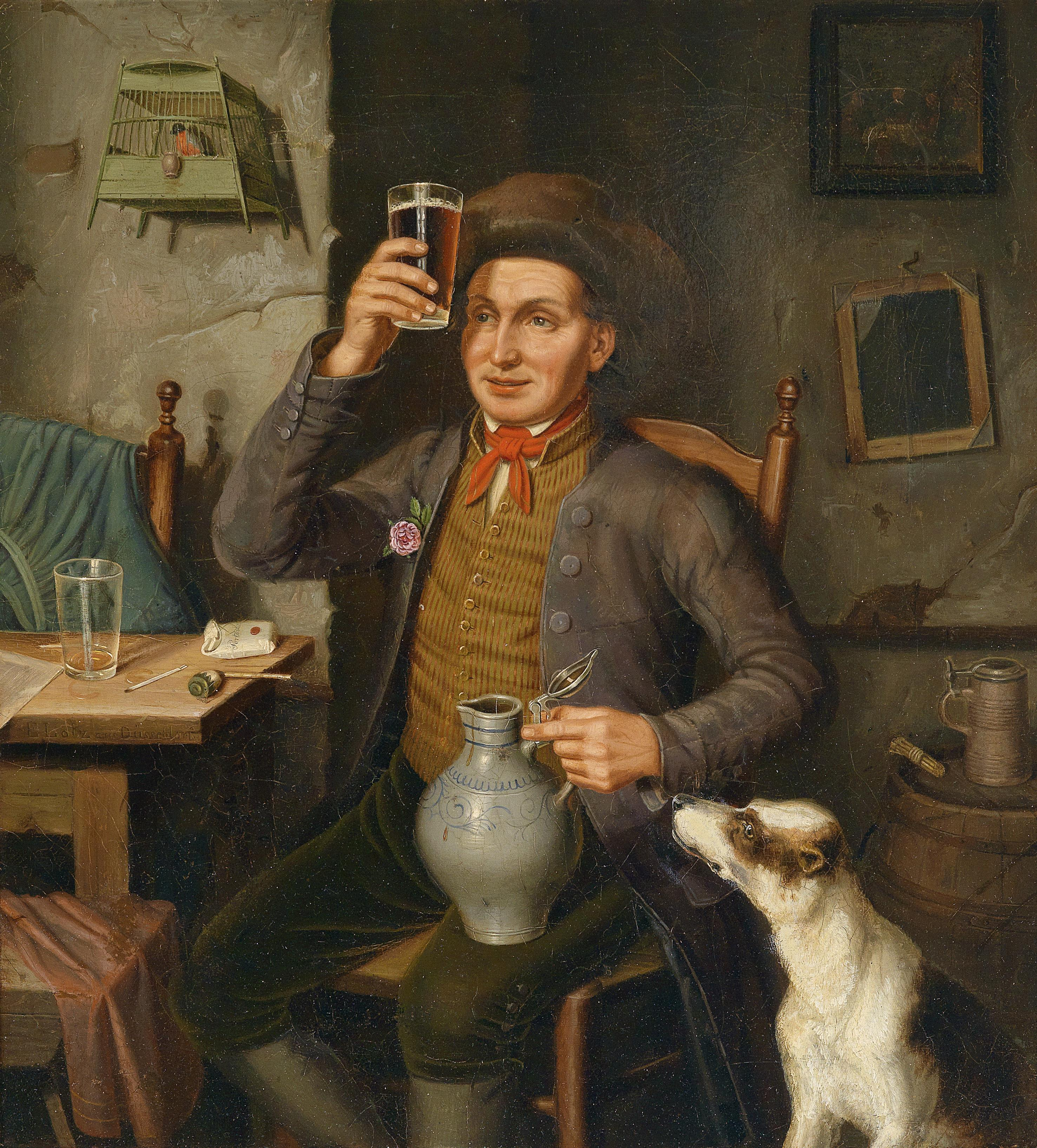
Ein guter Tropfen (Der Bierkenner)

- Eine Braut, die von ihren Frenndinnen geschmückt wird (Kunstausstellung Leipzig 1841)
- Die Überraschung im Bade und Junges Mädchen beim Gebet (Kunstausstellung Antwerpen 1849)
- Kinder vor einem Heiligenbilde (Ausstellung in der Dresdner Kunstakademie 1861)
- Zwei Bettelmusikanten mit Geige und Cello vor der Tür eines Bauernhauses (Zeichnung datiert 1854, Lepkes Berliner Kunstauktion 1890)